# Mount Wever
"Mount Wever" is een berg van ongeveer 1700 meter hoog bij de Zwarte Kust van Palmerland op het Antarctisch Schiereiland. Het ligt ten zuiden van de Beaumontgletsjer en op 21 kilometer ten zuidwesten van Dietz Bluff als de noordelijke uitlopers van de Du Toit Mountains.
Het Advisory Committee on Antarctic Names gaf het in 1988 een naam op voorstel van Peter Dewitt Rowley (1943) van de United States Geological Survey (USGS). Het werd vernoemd naar de Nederlandse geoloog Hein Ette Wever (1959) van de British Antarctic Survey (BAS), die lid was van een gezamenlijk USGS- en BAS-team dat van 1986 tot 1987 de Zwarte Kust verkende.